# ویکلیف (اکلاهما)
ویکلیف(به انگلیسی: Wickliffe) شهری در ایالت اکلاهما کشور ایالات متحده آمریکا است که جمعیت آن در سرشماری سال ۲۰۱۰ میلادی، ۷۵ نفر بوده‌است.